# 东屏站
东屏站是位于吉林省白城市镇赉县东屏镇的一个铁路车站，邮政编码137303。车站建于1925年，有平齐铁路经过该站，现仅办理货运，不办理客运业务，车站及其上下行区间均未电气化。车站距离四平站418公里，隶属沈阳铁路局，是四等站。